# Gare de Gilly-sur-Loire
Gare de Gilly-sur-Loire vasútállomás Franciaországban, Gilly-sur-Loire településen.

## Vasútvonalak
Az állomást az alábbi vasútvonalak érintik:
- Moulins-Mâcon-vasútvonal
- Clamecy-Gilly-sur-Loire-vasútvonal

## Kapcsolódó állomások
A vasútállomáshoz az alábbi állomások vannak a legközelebb:
- Gare de Saint-Agnan (Gare de Dijon-Ville)
- Gare de Dompierre-Sept-Fons (Gare de Moulins-sur-Allier)